# Joachim Jenrich
Joachim Jenrich (* 1967 in Friedrichshafen) ist ein deutscher Sachbuchautor und Biologe.

## Leben
Joachim Jenrich ist Diplom-Biologe und arbeitet als Fachreferent für Naturschutz beim Landkreis Rhön-Grabfeld in Unterfranken. Er war als Mitglied der CDU-Fraktion von 2016 bis 2021 Stadtverordneter seiner Heimatstadt Gersfeld. Seit 1999 engagiert er sich im Freiwilligen Polizeidienst.
Jendrich verfasst Bücher u. a. in den Bereichen Biowissenschaften, Biologie, z. B. zum Thema Säugetiere und ihre Lebensräume, die auch im Schulunterricht eingesetzt werden können. „Die Texte sollen anspruchsvoll sein und ökologisches Wissen vermitteln, dabei aber ohne große Fremdwörter auskommen, damit sie auch Kinder lesen und verstehen können“ so Jenrich.

## Werke (Auswahl)
- Die Milseburg : Perle der Rhön. Parzeller, Fulda 2005, ISBN 978-3-7900-0371-0.
- Die Wasserkuppe : ein Berg mit Geschichte. Parzeller, Fulda 2007, ISBN 978-3-7900-0389-5.
- Kleinsäuger : Körper- und Schädelmerkmale, Ökologie. Michael Imhof Verlag, Petersberg 2010, ISBN 978-3-86568-147-8.
- Bildbestimmungsschlüssel für Kleinsäugerschädel aus Gewöllen. Quelle & Meyer, Wiebelsdorf 2012, ISBN 978-3-494-01522-4.
- Der Heidelstein : Landmarke mit Geschichte und Technik. Parzeller, Fulda 2018, ISBN 978-3-7900-0527-1.